# Археологический музей (Загреб)
Загребский археологический музей (хорв. Arheološki muzej u Zagrebu) — городской археологический музей в столице Хорватии Загребе, экспонирующий большое количество археологических артефактов разных исторических эпох, в том числе ряд уникальных.

## Общая информация
Археологический музей Загреба находится в большом историческом помещении-памятнике архитектуры; здание музея — бывший дворец Враничаны-Гафнер на Зриневце (Vranyczany-Hafner na Zrinjevcu).
Режим работы музейного заведения:
- по вторникам, средам и пятницам — с 10:00 до 17:00;
- в четверг — с 10:00 до 20:00 часов;
- по субботам и воскресеньям — с 10:00 до 13:00;
- закрыт по понедельникам.

Директор музея — проф. Анте Рендич-Миочевич (prof. Ante Rendić-Miočević).

## История

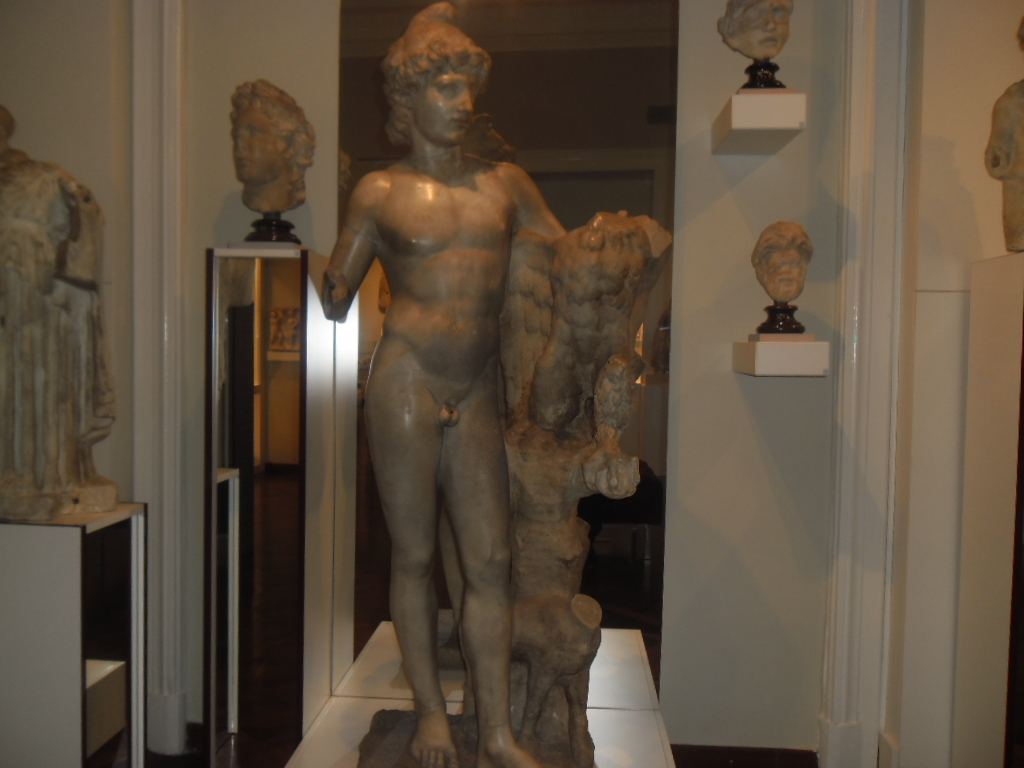
Археологический музей

Археологический музей в Загребе как самостоятельное музейное заведение работает начиная с 1939 года. До того он функционировал как отдел Национального музея.
Музейная коллекция в настоящее время насчитывает около 400 тысяч различных артефактов. Фонды Загребского археологического музея систематизированы по коллекциями экспонатов: доисторическая, античная (греческие и римские памятники) и средневековая.

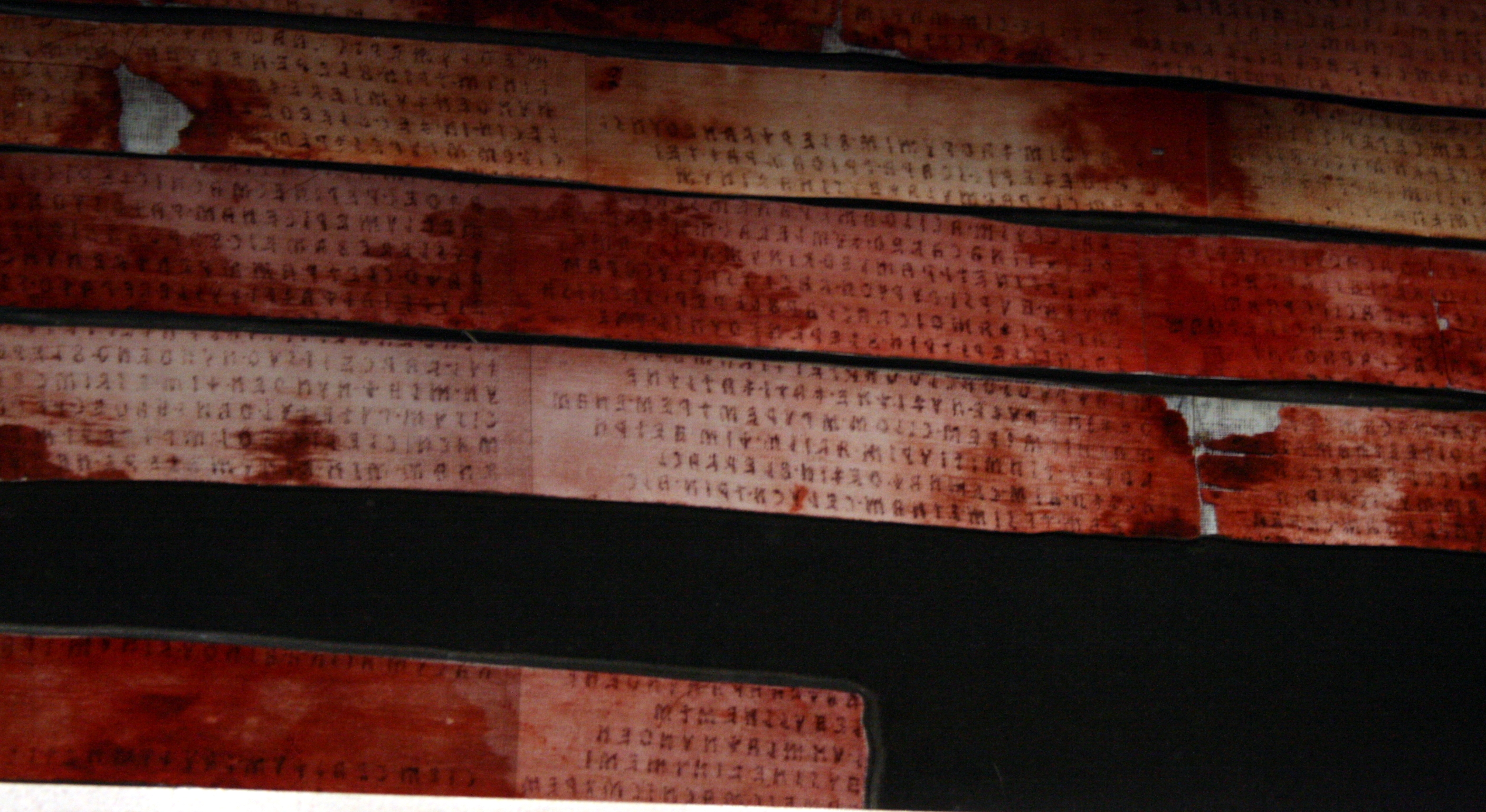
Свитки Загребской льняной книги

Музей обладает также древнеегипетской коллекцией, единственной в своем роде во всем регионе, а также нумизматической коллекцией, которая является одним из крупнейших подобных собраний в Европе и во всем мире.
В археологическом музее в Загребе хранится уникальная коллекция этрусских памятников. Самым известным и, несомненно, самым ценным из их числа является известная «Загребская льняная книга» (Liber linteus Zagrabiensis), рукопись с самым длинным среди сохранившихся доныне текстом на этрусском языке, и единственная сохранившаяся льняная книга древнего мира.
Загребский археологический музей управляет археологическим парком «Андаутония» (Andautonija) в Щитарьево (Šćitarjevo) вблизи загребского района Дубрава, где сохранились останки античного города Андавтония, существовавшего в I—IV веках.